# The Simpsons Game
The Simpsons Game (Семейство Симпсън:Играта) е видеоигра, базирана на Семейство Симпсън.

## Нива
Играта има 16 нива.
- 1.The Land of Chocolate
- 2.Bartman Begins
- 3.Around the World in 80 Bites
- 4.Lisa the Tree Hugger
- 5.Mob Rules
- 6.Enter the Cheatrix
- 7.The Day of the Dolphin
- 8.Shadow of the Colossal Donut
- 9.Invasion of the Yokel-Snatchers
- 10.Bargain Bin
- 11.NeverQuest
- 12.Grand Theft Scratchy
- 13.Medal of Homer
- 14.Big Super Happy Fun Fun Game
- 15.Five Characters in Search of an Author
- 16.Game Over

### 1-во ниво
Хоумър е заспал и в сънищата си той трябва да се пребори срещу шоколадовите зайци и да ги яде.

### 2-ро ниво
Барт отива да си вземе видеоиграта Grand Theft Scrathcy (пародия на Grand Theft Auto). Мардж го вижда, че я взел и тя му я взима, защото Мардж не иска Барт да играе видео игри с насилие. Той побада на наръчник. Наръчникът е бил за видео игра, в която те са главните герои и имат супер сили. След това Барт и Хоумър отиват в музея. Там те се преборват с побойниците от училището.

### 3-то ниво
Хоумър и Барт се записват в състезание по биене.

### 4-то ниво
Лиса и Барт спират компанията на мистър Бърнс, която отсича дървата.

### 5-о ниво
Мардж и Лиса и др. правят група. Целта им е да спрат видеоиграта Grand Theft Scrathy.

### 6-о ниво
Барт и Лиса се озовават в света на видеоигрите, който е създаден от професор Фринк. Там професорът е отвлечен и Барт и Лиса трябва да го спасят.

### 7-о ниво
Капитанът помолва Барт и Лиса да се бият със злите делфини, който го атакуваха. Докато те се бореха с делфините капитанът бе отвлечен.

### 8-о ниво
Талисманът на Lard Lad Donuts e полудял и Хоумър и Барт трябва да се преборят.

### 9-о ниво
Извънземните нападат Спрингфилд. Хоумър и Барт ги спират.

### 10-о ниво
Семейството се озовават на мястото, където е направена видео играта. Там Уил Райт (създетел на видео игри) се опитва да унищожи неиздадени видеоигри на Симпсънс. Хоумър и Барт го спират.

### 11-о ниво
Хоумър и Мардж са в измислен свят с елфи и дракони. Там те трябва да се преборят с Пати и Селма (изобразени като дракон).

### 12-о ниво
Лиса и Мардж са във видеоиграта Grand Theft Scratchy.

### 13-о ниво
Хоумър и Барт са войници във Франция и трябва да се преборят с мистър Бърнс.

### 14-о ниво
Хоумър и Лиса са в измислен свят, пародия на Покемон.

### 15-о ниво
Хоумър и Барт се преборват с Мат Грьонинг (Създателят на филмът).

### 16-о ниво
Целият свят ще свърши. Лиса използва силата си Hand of Buddha. С нея тя постройва мост към Бог, за да се спасят. Там те трябва да се бият с предишни врагове от нивата. Героите откриват, че те са герои от видеоигра.

## 2-ра част
Electronic Arts планирали продължение на The Simpsons Game за 2011 г. но го отложили. 

## Дата на издаване
Играта е издадена през 2007 г. на различни дати в различни държави. На 30 октомври за САЩ, един ден по къстно за Канада, а във Великобритания е издадена на 2 ноември.